# Julio García Fernández de los Ríos
Julio García Fernández de los Ríos (Reinosa, 31 de dezembro de 1894 - 29 de julho de 1969) foi um ginete espanhol, especialista em saltos, campeão olímpico.

## Carreira
Julio García Fernández de los Ríos representou seu país nos Jogos Olímpicos de 1928, na qual conquistou a medalha de ouro nos saltos por equipes, em 1928.